# Giáo phái Ngày tận thế

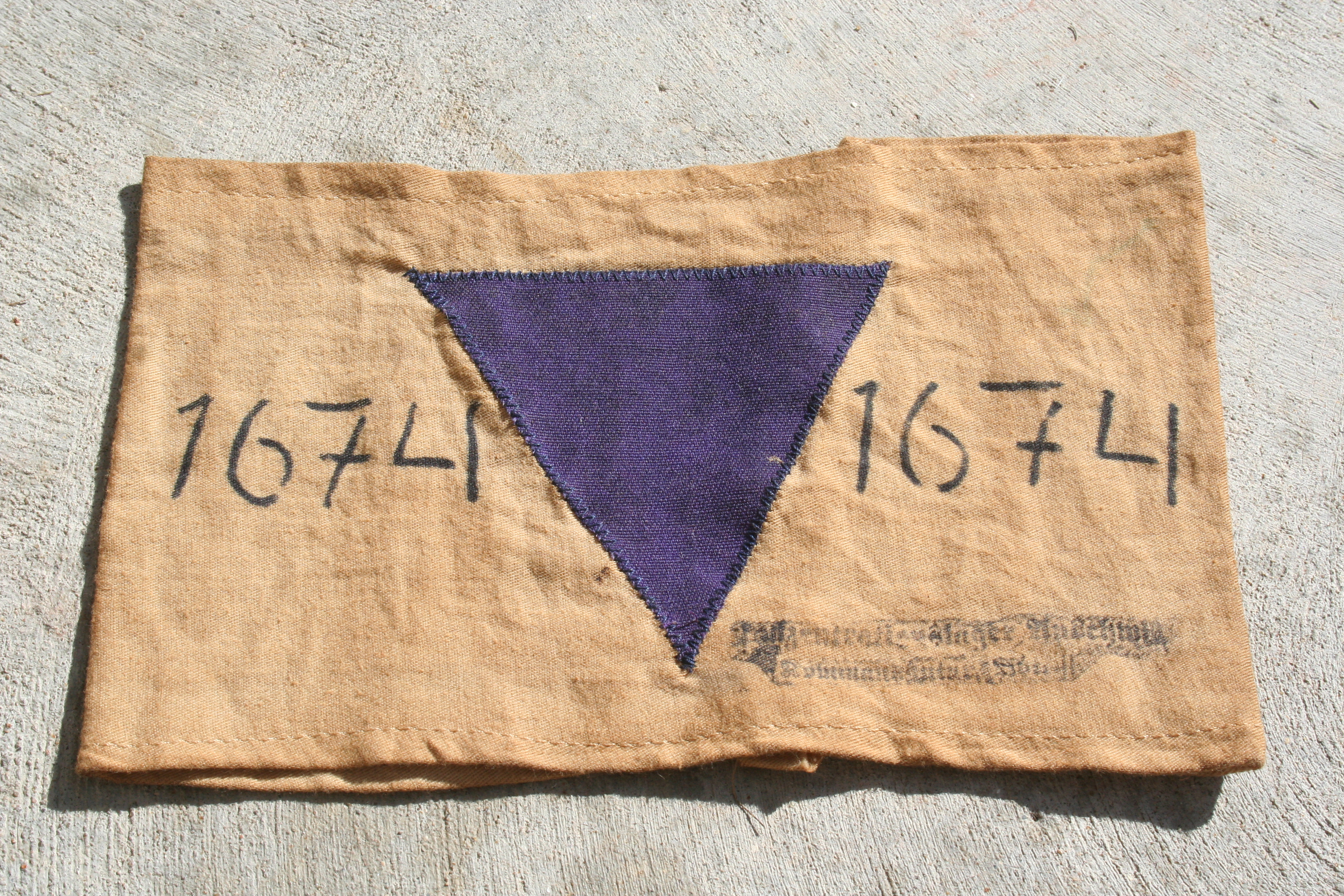
Một biểu tượng tam giác tím của giáo phái Nhân Chứng Giê-hô-va

Giáo phái Ngày tận thế  (Doomsday cult) là một giáo phái tin vào thuyết khải huyền ngày tận thế và Thuyết nghìn năm (cho rằng Chúa cứu thế sẽ xuất hiện trên thế gian và trị vì một nghìn năm), bao gồm cả những giáo phái dự đoán thảm họa và những giáo phái cố gắng hủy diệt toàn bộ vũ trụ. Nhà xã hội học John Lofland đã đặt ra thuật ngữ giáo phái ngày tận thế trong nghiên cứu năm 1966 của ông về một nhóm thành viên của Nhà thờ Thống nhất Hoa Kỳ (Unification Church of the United States): Giáo phái Ngày tận thế: Nghiên cứu về Cải đạo, đổi đạo và Duy trì Đức tin. Năm 1958, Leon Festinger xuất bản một nghiên cứu về một nhóm có những dự đoán về thảm họa: Khi lời tiên tri thất bại: Một nghiên cứu tâm lý và xã hội về một nhóm hiện đại dự đoán sự hủy diệt của thế giới.
Leon Festinger và các nhà nghiên cứu khác đã cố gắng giải thích sự cam kết của các thành viên đối với giáo phái ngày tận thế của họ sau khi những lời tiên tri của người lãnh đạo tinh thần được chứng minh là sai. Leon Festinger cho rằng hiện tượng này là do phương pháp đối phó nhằm giảm thiểu sự bất hòa, một hình thức hợp lý hóa. Các thành viên thường cống hiến hết mình với nghị lực mới cho sự nghiệp của nhóm sau khi một lời tiên tri thất bại mà được hợp lý hóa bằng những lời giải thích như niềm tin rằng hành động của họ đã giúp ngăn chặn được thảm họa hoặc tiếp tục tin tưởng vào người lãnh đạo khi ngày xảy ra thảm họa bị tạm hoãn lại. Một số nhà nghiên cứu tin rằng việc chính phủ và giới truyền thông sử dụng thuật ngữ này có thể dẫn đến một lời tiên tri tự ứng nghiệm, trong đó hành động của chính quyền củng cố niềm tin về ngày tận thế của nhóm, từ đó có thể truyền cảm hứng cho những hành động gây tranh cãi hơn nữa. Bản thân các nhà lãnh đạo nhóm cũng phản đối việc so sánh giữa nhóm này với nhóm khác, và đã rút ra sự tương đồng giữa khái niệm lời tiên tri tự ứng nghiệm và lý thuyết về vòng xoáy khuếch đại sai lệch. Tử tự tập thế là một dạng nghi thức tôn giáo bắt buộc mà rất nhiều giáo phái tà độc thường kêu gọi tín đồ của chúng thực hiện, gây ra rất nhiều vụ tự tử tập thể rất thương tâm do niềm tin vào ngày tận thế.
Cuồng giáo về ngày tận thế là một từ dùng để mô tả các nhóm tin vào thuyết Apocalypticism (thuyết Khải huyền) và Millenarianism (Thuyết nghìn năm) và nó cũng có thể được sử dụng để chỉ cả các nhóm tiên đoán thiên tai, và các nhóm mà cố gắng nhắc đến nó. Một nghiên cứu tâm lý năm 1997 của Festinger, Riecken và Schachter nhận thấy rằng mọi người đã chuyển sang cách nghĩ về một thế giới toàn cảnh thảm khốc sau khi họ liên tục thất bại trong việc tìm kiếm ý nghĩa từ các phong trào chính thống. Leon Festinger và các cộng sự của ông đã quan sát các thành viên của tôn giáo UFO (gọi là Những người tìm kiếm) trong nhiều tháng và ghi lại các cuộc nói chuyện của họ trước và sau một lời tiên tri sai từ nhà lãnh đạo của nhóm. Nghiên cứu của họ sau này được xuất bản trong cuốn sách When Prophecy Fails: A Social and Psychological Study of a Modern Group that Predicted the Destruction of the World (Khi Lời tiên tri thất bại: Một nghiên cứu xã hội và tâm lý học của một nhóm tôn giáo ngày nay khi dự đoán về sự hủy diệt của thế giới). Vào cuối những năm 1980, các nhóm cuồng giáo về ngày tận thế là chủ đề chính của các bản tin, với một số phóng viên và nhà bình luận cho rằng đây là một mối đe dọa nghiêm trọng đối với xã hội.